# Fondation universitaire ibéro-américaine
La Fondation universitaire ibéro-américaine ou FUNIBER (En espagnol : Fundación Universitaria Iberoamericana) est une institution œuvrant dans le monde de l'université et de la formation.

## Programmes
La FUNIBER ambitionne de rendre les connaissances et les savoirs accessibles à tous, et non pas seulement à ceux qui sont déjà titulaires d'un diplôme. Aussi faut-il offrir à chaque individu, selon son niveau déjà atteint et selon ses ambitions, la possibilité d'accéder aux formations et aux apprentissages lui permettant de parfaire son parcours culturel et intellectuel. Actuellement, la FUNIBER organise 160 programmes aboutissant au niveau du master. Ces formations sont dispensées par des universités espagnoles et latino-américaines, en espagnol, en portugais et, pour certaines, en italien, français et anglais ; elles s'appuient sur les technologies informatiques (Campus virtuels). Enfin, il existe des programmes menant au doctorat, proposés en collaboration avec l'Université technologique du Panamá et l'Université international ibéro-américaine (UNINI).

### Matières enseignées
- Environnement
- Santé et Nutrition
- Sport
- Technologies de l'information et de la communication
- Audiovisuel
- Formation des enseignants
- Tourisme
- Projets, sécurité, qualité et ingénierie
- Architecture, design et urbanisme
- Affaires, gestion et ressources humaines

## Histoire
La FUNIBER a été créée en 1997 à Barcelone. Ses principes fondateurs s'inspirent des conclusions de la conférence mondiale sur l'enseignement supérieur organisée à Paris en 1998 dans le cadre de l'Unesco : permettre à l'individu, quel qu'il soit, où qu'il soit, à n'importe quel moment de sa vie professionnelle et éducative, de pouvoir accéder à une formation, à un enseignement. La fondation a depuis agrégé un réseau de 60 universités européennes et latino-américaines présentes dans 30 pays. Elle est également parrainée par de nombreuses entreprises.

## Lignes d’action
La FUNIBER développe ses activités à travers 3 axes d’action fondamentaux :
1. Promouvoir la création de programmes interuniversitaires.
2. Soutenir la formation et les activités de projets de coopération internationale.
3. Offrir des solutions de formation sur mesure et de gestion de la connaissance pour les entreprises et les institutions.

## Programme de bourses
La fondation a créé un fonds pour soutenir les étudiants dans le besoin. L'aide se matérialise selon deux façons :
- Un programme de bourses d'études, afin d'assurer un accès à l'éducation plus démocratique, pour plus de personnes ;
- Un prix d'excellence accordés aux institutions et aux organisations favorisant la croissance économique et le développement culturel et social, pour donner aux individus l'opportunité d'étudier, pour leur permettre une amélioration de leur condition.

## Sièges
Liste des pays où sont présents des sièges de la fondation :
- Angola
- Argentine
- Bolivie
- Brésil
- Cameroun
- Cap-Vert
- Chili
- Chine
- Colombie
- Costa Rica
- Équateur
- Espagne
- États-Unis
- Guatemala
- Guinée-Bissau
- Honduras
- Italie
- Mexique
- Mozambique
- Nicaragua
- Panamá
- Paraguay
- Pérou
- Porto Rico
- Portugal
- République dominicaine
- Salvador
- Sénégal
- Uruguay
- Venezuela

## Sources
- (es) Site officiel